# Elecciones generales de Santa Lucía de 1957

Mapa de los resultados por distrito en las Elecciones generales en Santa Lucía (1957)

Elecciones generales tuverion lugar en Santa Lucía el 18 de septiembre de 1957. El resultado fue una victoria para el Partido Laborista de Santa Lucía, el cual obtuvo siete de ocho escaños. La participación electoral fue de 56,8%.

## Resultados
| Partido                             | Votos  | %    | Escaños | +/– |
| ----------------------------------- | ------ | ---- | ------- | --- |
| Partido Laborista de Santa Lucía    | 14 345 | 66,5 | 7       | +2  |
| Partido Progresivo Popular          | 6 134  | 28,4 | 1       | 0   |
| Independientes                      | 1 103  | 5,1  | 0       | –   |
| Votos en blanco/nulos               | 662    | –    | –       | –   |
| Total                               | 22 244 | 100  | 8       | 0   |
| Electores registrados/participación | 39 147 | 56,8 | –       | –   |
| Fuente: Nohlen                      |        |      |         |     |